# Myophonus
Myophonus es un género de aves paseriformes perteneciente a la familia Muscicapidae. Todas son de tamaño mediano, principalmente insectívoros u omnívoros. Todas las especies son de colores brillantes, distribuidas en la India y el sureste de Asia. El macho es generalmente de color azul y las hembras similares al macho o marrón.

## Especies
El género tiene las siguientes especies:
- Myophonus blighi – arrenga de Ceilán.
- Myophonus melanurus – arrenga brillante.
- Myophonus castaneus – arrenga castaño.
- Myophonus glaucinus – arrenga de Java.
- Myophonus borneensis – arrenga de Borneo.
- Myophonus robinsoni – arrenga malayo.
- Myophonus horsfieldii – arrenga indio.
- Myophonus insularis – arrenga de Formosa.
- Myophonus caeruleus – arrenga común.